# Nicole Bahls
Nicole Mariana Bahls (Londrina, 15 de novembro de 1985) é uma modelo, humorista, apresentadora e atriz brasileira. Apareceu pela primeira vez na televisão em 2007, participando do concurso Musa do Brasileirão, no qual venceu. Se tornou conhecida nacionalmente ao integrar o elenco de assistentes de palco do programa Pânico na TV em 2009.

## Biografia
Nicole nasceu em Londrina, Paraná. Sua mãe se chama Vera Barbosa e o sobrenome Bahls é alemão e vem da parte de seu pai, Sérgio Bahls, que fez parte da diretoria de operações da Companhia de Saneamento do Paraná, a Sanepar. Formou-se na faculdade de Jornalismo em sua cidade natal, e após o término do curso, mudou-se para o Rio de Janeiro, no mesmo ano em que venceu o Musa do Brasileirão.

## Carreira
Nicole Bahls iniciou sua trajetória como modelo representando a Ford Models e, em 2007, venceu o concurso Musa do Brasileirão, promovido pelo programa Globo Esporte da TV Globo, representando o Paraná Clube. Em 2010, foi eleita "Musa do Verão" em uma votação promovida pelo site Globo.com.
A repercussão como Musa do Brasileirão levou Nicole a integrar, em 2009, o elenco do programa humorístico Pânico na TV como uma das Panicats (assistentes de palco da atração), participando dos quadros e provas no estilo descontraído do programa. Em 2010, protagonizou uma reportagem com Juju Salimeni na praia de nudismo Tambaba, alcançando uma das maiores audiências da emissora. No entanto, em 2011, foi dispensada do programa após desentendimentos com Juju, que também deixou a atração. Nicole retornou ao Pânico em 2013 como repórter, cobrindo eventos e entrevistando personalidades, mas anunciou sua saída em rede nacional após dois anos. Em 2016, integrou o elenco do programa humorístico Ferdinando Show no canal Multishow, como assistente de palco.
Ela também foi uma presença regular em diversos reality shows ao longo de sua carreira. Em 2012, foi uma das participantes da quinta temporada de A Fazenda, tornando-se uma das figuras mais populares do programa e permanecendo até as últimas eliminações. Em 2017, integrou o elenco de A Fazenda: Nova Chance, mas foi eliminada após 10 dias de confinamento. Em 2019, participou da quarta temporada de Power Couple Brasil ao lado de seu então marido, Marcelo Bimbi, sagrando-se vencedora. Em 2021, foi destaque no reality Ilhados com Beats com Anitta, chamando atenção por seu estilo extrovertido.
A exposição na mídia a levaria a expandir sua carreira para outras áreas. Em 2015, fez uma participação especial no filme Superpai, dirigido por Pedro Amorim. No mesmo ano, estreou como apresentadora no programa Corpo em Forma, exibido pelo canal por assinatura E+TV e dirigido por Marlene Mattos. No entanto, o programa foi encerrado após poucos meses devido à desativação do canal. Em 2018, Nicole interpretou a rainha Herodias no teatro ao vivo Paixão de Cristo de Nova Jerusalém. Mais uma vez estrelou no cinema com o filme Correndo Atrás, em 2019.
Em 2015, lançou uma coleção de bijuterias, materializando seu interesse por projetos no setor de moda e acessórios.

## Vida pessoal
Nicole também é conhecida por seus diversos relacionamentos amorosos; entre eles Akon, Neymar, Thor Batista, Kayky Brito, Victor Ramos, Leo Santana, Emerson Sheik e Gustavo Salyer, e também por suas desavenças. A modelo foi capa da revista Playboy de outubro de 2010, vendendo 202 mil exemplares.
Em 1 de fevereiro de 2016, assumiu noivado com o modelo Marcelo Bimbi, casando-se com ele no dia 4 de dezembro de 2018. Em julho de 2021, o casal anunciou a separação.
Nicole já desfilou como musa da Estação Primeira de Mangueira no carnaval carioca em 2010. Em 2014, foi rainha de bateria da Império Serrano, após ter passado algum tempo desfilando como musa para a Beija-Flor. Em 2016 e 2017, foi musa da escola Vila Isabel no carnaval. Em 2020 voltou ao Sambódromo da Marquês de Sapucaí como musa da Beija-Flor, escola que já desfilou anteriormente.

### Controvérsias
Em abril de 2013, durante uma entrevista realizada para o programa Pânico na Band, o diretor de teatro Gerald Thomas tentou colocar as mãos por dentro do vestido de Bahls. A modelo não reagiu imediatamente e continuou seu trabalho. Mais tarde o diretor declarou que "meteu a mão na menina", mas que "tudo termina em panos quentes", como todas as coisas no Brasil, que é um "paisinho de quarto mundo", um "Corsa que quer ser Mercedes". O caso gerou polêmica e mais tarde Nicole declarou: "Foi uma brincadeira de gravação, mas fiquei sem graça".
Em 2023, Bahls, que é formada em Jornalismo, revelou no podcast PodDelas que pagou para outra pessoa fazer o seu trabalho de conclusão de curso.
Em 2024, Bahls foi processada pela marca de moda praia Lunni e Mar e acusada de ter comprado inúmeros seguidores. Na Justiça, a loja tenta buscar a anulação do contrato de divulgação da marca e a devolução do valor pago à modelo, cerca de R$ 525 mil.

## Filmografia

### Televisão
| Ano     | Título              | Função                   | Nota                               |
| ------- | ------------------- | ------------------------ | ---------------------------------- |
| 2007    | Musa do Brasileirão | Participante             | Temporada 2                        |
| 2009–12 | Pânico na TV        | Panicat                  | Assistente de palco; Repórter      |
| 2012    | A Fazenda           | Participante (4º lugar)  | Temporada 5                        |
| 2013    | Programa da Tarde   | Repórter                 |                                    |
| 2013–14 | Pânico na Band      | Repórter                 |                                    |
| 2015    | Corpo em Forma      | Apresentadora            |                                    |
| 2016–18 | Ferdinando Show     | Assistente de palco      |                                    |
| 2017    | Vai que Cola        | Ela mesma                | Episódio: "Quero ser Nicole Bahls" |
| 2017    | A Fazenda           | Participante (16º lugar) | Temporada 9                        |
| 2018    | Dra. Darci          | Ela mesma                | Episódio: "Aqui Nunca"             |
| 2019    | Samantha!           | Ela mesma                | Episódio: "2.1"                    |
| 2019    | Power Couple Brasil | Participante (Vencedora) | Temporada 4                        |
| 2021    | Drag Me as a Queen  | Ela mesma                | Temporada 3                        |
| 2025    | Beleza Fatal        | Ela Mesma                | Episódio: "34"                     |
| 2025    | Dança dos Famosos   | Participante             | Temporada 22                       |

### Cinema
| Ano  | Título         | Personagem |
| ---- | -------------- | ---------- |
| 2015 | Superpai       | Carla      |
| 2019 | Correndo Atrás | Kátia      |

### Videoclipes
| Ano  | Título                 | Artista             |
| ---- | ---------------------- | ------------------- |
| 2007 | "Desatino"             | Daniel              |
| 2012 | "Não Foge"             | Marcos e Claudio    |
| 2013 | "Pegada Panicat"       | Diego Moraes        |
| 2013 | "Soltinha"             | MC Bola e Mr. Catra |
| 2013 | "Vai Na Frente"        | Rick Ribeiro        |
| 2014 | "Saudades da Minha Ex" | MC Maneirinho       |
| 2015 | "Devagarinho"          | Parangolé           |
| 2017 | "Ponto Fraco"          | MC Fabinho          |
| 2017 | "Me Tira Desse Bar"    | Elaine Cés          |
| 2019 | "Nicole Bahls"         | Recayd Mob          |

### Internet
| Ano  | Título            | Função    | Nota         |
| ---- | ----------------- | --------- | ------------ |
| 2021 | Ilhados com Beats | Ela mesma | Reality Show |

## Teatro
| Ano  | Título                             | Personagem |
| ---- | ---------------------------------- | ---------- |
| 2018 | Paixão de Cristo de Nova Jerusalém | Herodíades |

## Prêmios e indicações
| Ano  | Prêmio                               | Categoria                                | Trabalho                  | Resultado |
| ---- | ------------------------------------ | ---------------------------------------- | ------------------------- | --------- |
| 2015 | Prêmio Jovem Brasileiro              | Melhor Apresentador(a) Jovem             | Nicolas Bahls             | Indicada  |
| 2016 | Prêmio Jovem Brasileiro              | Melhor Apresentadora Eleita Pelos Jovens | Nicolas Bahls             | Indicada  |
| 2016 | Prêmio Jovem Brasileiro              | Jovem do Ano                             | Nicolas Bahls             | Indicada  |
| 2023 | Prêmio Biscoito                      | Aliada do Vale                           | Aliada da Comunidade LGBT | Pendente  |
| 2024 | Troféu Que História É Essa, Porchat? | Melhor História                          | "Albergue da Nicole"      | Indicada  |
| 2024 | Troféu Que História É Essa, Porchat? | História mais Maluca                     | "Albergue da Nicole"      | Indicada  |
| 2024 | Prêmio iBest                         | Influenciador Paraná                     | Nicole Bahls              | Pendente  |
| 2024 | Prêmio iBest                         | Reality Star                             | A Fazenda                 | Pendente  |